# Aristonectes
Aristonectes (nombre que significa "el mejor nadador") es un género extinto de plesiosaurio del Cretácico Superior de lo que ahora es Suramérica y la Antártida. La especie tipo es Aristonectes parvidens, nombrado originalmente por Cabrera en 1941. 
Aristonectes ha sido clasificado muy variadamente desde su descripción en 1941, pero una revisión en 2003 de los plesiosaurios llevada a cabo por Gasparini et al. encontró que Aristonectes estaba más cercanamente relacionado con los plesiosaurios elasmosáuridos como Elasmosaurus. Un plesiosaurio similar, Morturneria, puede ser un sinónimo más moderno de Aristonectes, según dicho estudio.
Aristonectes ha sido situado posteriormente en su propia familia, Aristonectidae, junto con Tatenectes, Kaiwhekea y Kimmerosaurus, por O'Keefe y Street (2009). Los aristonéctidos son la familia más próxima a los criptocleidoides policotílidos.
Posteriormente Ketchum y Benson (2010) recuperan a Aristonectes parvidens como un Elasmosauridae retomando así las ideas originales de Gasparini et al., 2003.
Recientemente Otero et al., 2013 refieren a Kaiwhekea y Aristonectes a  la Subfamilia Aristonectinae dentro de los Elasmosauridae. 
En 2014 se nomina una nueva especie de Aristonectes: Aristonectes quiriquinensis Otero et al., 2014 proveniente la Formación Quiriquina del Maastrichtiano de Chile.